# ピュロディクティウム属
ピュロディクティウム属（パイロディクティウム属、Pyrodictium）は、浅瀬の熱水域や深海熱水噴出孔などに生息する超好熱性の古細菌の一属。100°Cを超える温度で増殖が可能ことが証明された初めての生物である。この後1997年に同じピュロディクティウム科に属すPyrolobus fumariiに破られるまで、10年以上に渡って増殖温度の最高記録を保持していた。
学名は、非常な高温を好むこと、網目状のネットワークを形成することから、ギリシャ語で炎+網の意味を持つ。これをラテン語化したものがPyrodictiumである。

## 概要
1982年にイタリアヴルカーノ島にあるレヴァンテ港の浅い海洋硫気孔より分離された。2008年までにP. occultum（基準種）、P. brockii（レヴァンテ港）、P. abyssi（アイルランド及びカリフォルニア湾より分離）の3種が認められている。何れも偏性嫌気性生物で、水素、硫黄、二酸化炭素を資化し80-110℃付近の高温で独立栄養的に増殖することができる（P. abyssiのみ従属栄養も可）。培養は硫黄を加えた海水（または人工海水）に水素と二酸化炭素を吹き込むことで行う。
細胞壁は一般的な古細菌と同じくS-レイヤーで、グラム染色では陰性を示す。形状には特徴があり、直径0.3-2.0μm、厚さ25-50nm程のディスク状の細胞が網目状の管で繋がった形をしている。
- 生育温度 : 80-110℃付近（至適97-105℃）
- 生育pH : pH5-7付近（至適pH5.5）
- 生育NaCl濃度 : 0.7-4%付近

Pyrodictium属発見以前は、陸上温泉から単離された古細菌Sulfolobusが好熱菌の代表で、培養は90℃程度が限界とされていた。P. occultumの発見はこの記録を大幅に塗り替えることとなった。これ以後深海熱水噴出孔から同様の超好熱性古細菌の発見が相次ぐが（例えばPyrococcusやMethanopyrusなど）同じ科のPyrolobus fumariiが発見されるまでの長きに渡って記録は更新されなかった。